# Alien vs. Predator (franciză)
Alien vs. Predator (cunoscută de asemenea ca și Aliens vs. Predator, abreviat AvP) este o franciză științifico-fantastică de groază care acoperă mai multe surse de mass-media. Seria este o încrucișare („crossover”) a francizelor Alien și Predator. Franciza, descrie cele două specii ca fiind în conflict una cu alta, incluzând filme de lung metraj, benzi desenate, romane și jocuri video.

### Filme
- Alien vs. Predator (2004)
- Aliens vs. Predator: Requiem (2007)

### Benzi desenate
- Aliens vs. Predator
- Aliens versus Predator versus The Terminator
- Alien vs. Predator Three World War
- Aliens vs. Predator/Witchblade/Darkness: Mindhunter
- Aliens vs. Predator/Witchblade/Darkness: Overkill
- Superman and Batman versus Aliens and Predator
- Aliens/Predator: Deadliest of the Species

### Cărți
- Aliens vs. Predator: Prey de Steve Perry
- Aliens vs. Predator: Hunter's Planet de Dave Bischoff
- Aliens vs. Predator: War de S.D. Perry
- Alien vs. Predator: The Movie Novelization de Marc Cerasini

### Jocuri video
- Alien vs Predator (SNES)
- Alien vs Predator: The Last of His Clan
- Alien vs. Predator (arcadă)
- Alien vs Predator (Jaguar)
- Alien vs Predator (Lynx)
- Aliens versus Predator
- Aliens versus Predator 2
- Aliens versus Predator 2: Primal Hunt
- Aliens versus Predator (2010)
- Aliens versus Predator: Extinction
- Alien vs. Predator 2D
- Alien vs. Predator (mobil)
- Alien vs. Predator 3D
- Alien vs. Predator 2 2D: Requiem
- Aliens vs. Predator: Requiem

## Legături externe
- Beautiful Monsters: The Unofficial and Unauthorised Guide to the Alien and Predator Films (by David A. McIntee, Telos, 272 pages, 2005, ISBN 1-903889-94-4)